# Phethongthán Csinavat
Phethongthán Csinavat (thaiul: แพทองธาร ชินวัตร, nyugati átírásokban gyakran: Paetongtarn Shinawatra; Bangkok, 1986. augusztus 21. –) thai politikus, az apja által alapított populista Thaiokért Párt elnöke, 2024. augusztus 16-tól Thaiföld miniszterelnöke. 2025. július 1-jén az Alkotmánybíróság felfüggesztette a pozíciójából és Suriya Juangroongruangkit miniszterelnök-helyettes vette át a posztját.
Thakszin Csinavat thaiföldi volt miniszterelnök és milliárdos legfiatalabb lánya, aki 2001 és 2006 között volt Thaiföld kormányfője.

## Miniszterelnökként
Miután a thaiföldi alkotmánybíróság 2024. augusztus 14-én leváltotta Srettha Thavisint a miniszterelnöki tisztségről, a pártja őt jelölte az utódjául. Jelölését a képviselőház augusztus 16-án jóváhagyta, majd két nappal később királyi jóváhagyást is kapott, így ő lett a legfiatalabb személy és a második nő, aki Thaiföld miniszterelnöke lett.
2025. július 1-én az alkotmánybíróság felfüggesztette mandátumát, miután etikai eljárást indítottak ellene egy Hun Szen kambodzsai politikussal lefolytatott telefonhívással kapcsolatban. Helyét átmenetileg helyettese vette át.